# Alonso De León
Alonso De León (1639 circa – 20 marzo 1691) è stato un esploratore e governatore spagnolo che guidò numerose spedizioni nell'odierno Messico nord-orientale e Texas meridionale.

## Biografia

### Gioventù
De León nacque nel 1639 o nel 1640 nell'insediamento di Cadereyta nella provincia di Nuevo León in Nuova Spagna. Fu il terzo figlio di Alonso De León e Josefa González. Per distinguerlo dal padre, importante leader della colonia, a volte si usa il suffisso "El Mozo" ("il giovane").
De León venne addestrato in Spagna in vista di una carriera navale, e si unì alla marina nel 1657. Dal 1660 tornò a Nuevo León, dove divenne capo di numerose spedizioni ed imprenditore, soprattutto di miniere di sale. De León sposò Agustina Cantú ed ebbe sei figli.

### Spedizioni
Nel 1684 l'esploratore francese René Robert Cavelier de La Salle guidò una sfortunata spedizione che intendeva stabilire una colonia alla foce del Mississippi. I coloni si fermarono invece sulle coste texane, dove La Salle fondò Fort Saint Louis. Quando gli spagnoli scoprirono che i francesi avevano creato un insediamento nella parte settentrionale del loro territorio, De León venne chiamato a coordinare gli sforzi per trovare e cacciare i coloni francesi.
Le prime due spedizioni, nel 1686 e 1687, non trovarono prove di colonie francesi. Un francese, Jean Gery, venne catturato durante la terza spedizione del 1688. Fu durante la quarta spedizione di De León, nel 1689, che venne scoperta Fort Saint Louis, ormai abbandonata. Nello stesso anno de León scoprì l'attuale sito della città texana, San Marcos.

### Incarichi politici e vecchiaia
De León fu sindaco di Cadereyta tra il 1667 ed il 1675. Fu anche governatore di Nuevo León tra il 1682 ed il 1684. Nel 1687 divenne governatore della provincia di Coahuila.
Venne coinvolto nella creazione di San Francisco de los Tejas nel 1690, prima missione spagnola nel Texas orientale. Nel farlo diede fuoco a buona parte della Old San Antonio Road. Come risultato delle esplorazioni fu responsabile dell'assegnazione dei nomi a molti fiumi texani, tra cui il Guadalupe, il Medina, il Nueces ed il Trinity.
De León morì a Coahuila il 20 marzo 1691.